# Exportkontroll
Exportkontroll är det regelverk som avser översyn och reglering av export av strategiska produkter och tjänster som klassas som krigsmateriel eller produkter med dubbla användningsområden. Exportkontrollen är en viktig aspekt av både internationell- och svensk försvarsexport och Sverige har ett av världens striktaste regelverk på området. Grundpelaren för exportkontrollen är ickespridning och att tillse att kritisk teknologi inte kommer att användas för utveckling av massförstörelsevapen. Ansvarig myndighet för exportkontrollen i Sverige är Inspektionen för strategiska produkter (ISP).

## Principer
Den grundläggande förutsättningen för försvarsexport i Sverige illustreras genom Lagen (1992:1303)
om krigsmateriel: 
		”Tillstånd enligt denna lag får endast lämnas om det finns säkerhets- eller försvarspolitiska skäl för det och det inte strider mot Sveriges internationella förpliktelser eller Sveriges utrikespolitik i övrigt”
Detta innebär att det krävs tillstånd för att få exportera klassade produkter, teknik och kunnande från Sverige.

## Kategorisering och klassificering
Den som bedriver verksamhet är skyldig att kontrollera i krigsmaterielförteckningen om verksamheten tillhandahåller krigsmateriel eller tekniskt bistånd kopplade till sådana produkter. Produkter kan även klassificeras som produkter med dubbla användningsområden (PDA), vilka är civila produkter eller tjänster som kan ha en militär tillämpning, och även här åligger ansvaret på den enskilda aktören att ta reda på om dennes produkter, kunskap eller tjänster är exportkontrollklassade.  

## Tillstånd
När det gäller krigsmateriel krävs tillstånd för tillverkning, tillhandahållande och utförsel ur Sverige. Gällande PDA-produkter krävs i regel inget exporttillstånd vid överföring till andra länder inom EU, men export utanför EU kräver tillstånd.

## Ansvarig myndighet
Den myndighet som ansvarar för exportkontrollen i Sverige är Inspektionen för strategiska produkter (ISP). ISP har fått ansvaret för exportkontrollen delegerad från regeringen och är ett resultat av en sammanslagning mellan Krigsmaterielinspektionen (KMI) och Regeringskansliets strategiska exportkontrollverksamhet.

## Tillståndsprövningen
ISP prövar och beslutar i alla ärenden som rör export av krigsmateriel eller produkter med dubbla användningsområden (med undantag från Strålsäkerhetsmyndigheten som ansvarar för kärnkraftsrelaterade produkter och tjänster). Varje exportärende granskas enskilt och bedöms i det specifika fallet. I tillståndsprövningen görs en helhetsbedömning där hänsyn tas till svenska lagar och regler såväl som internationella.

## Historia
Att kontrollera exporten av kritiska eller värdefulla varor har funnits länge genom historien. Förr i tiden kunde det röra sig om allt från hästar till stål och idag talas det om avancerade teknologier. Det första mer formella beslutet kring exportkontroll i Sverige, när det blev författningsreglerat, gjordes vid första världskriget. Det var startskottet för behovet av tillstånd för att få exportera särskilda varor, där krigsmateriel ingick i den gruppen*